# What Kind of Fool (Heard All That Before)
«What kind of fool (heard all that before)» (en español: «Pero Qué Locura (Lo Oí Todo Antes)») es una canción pop–dance compuesta por Mike Stock, Pete Waterman y Kylie Minogue para la primera compilación de éxitos de Kylie, el álbum Greatest Hits de (1992). 

## Sencillos
Sencillo 7" PWL 4509-90571-7	año 1992
- 1. «What Kind Of Fool»	3:35
- 2. «Things Can Only Get Better»		3:36

Sencillo en CD año 1992
- 1. «What Kind of Fool» (Heard All That Before) - 7" Versión
- 2. «What Kind of Fool» (Heard All That Before) - No Tech No Logical Mix
- 3. «What Kind of Fool» (Heard All That Before) - Tech No Logical Mix
- 4. «Things Can Only get Better» - New Mix

## Posicionamiento
| Listas (1992) | Posición |
| ------------- | -------- |
| Alemania      | 81       |
| Australia     | 17       |
| Eslovenia     | 28       |
| Irlanda       | 22       |
| Israel        | 3        |
| Reino Unido   | 14       |
| Sudáfrica     | 9        |